# ハートブレイクス
ザ・ハートブレイクス（The Heartbreaks）は、イギリス・モアカム出身のロック・バンド。

## 概要
2009年、イギリス北部、海沿いのリゾート地として知られるランカシャー州モアカムにて結成。2010年、デビュー・シングル「Liar, My Dear」を発表。
ネオアコ直系の瑞々しいバンド・サウンド、マシュー・ホワイトハウスの耽美的なボーカル、ドラムのジョセフ・コンドラスによる文学的な歌詞などを武器に、モリッシー、ハーツ、カール・バラー、ザ・ビューなどの前座を務めながら徐々に知名度を上げていった。
2012年、デビュー・アルバム『ファンタイムス』を発表。日本においても、アルバムからの先行シングル「Delay, Delay」が好評を博すなど人気を集め、この年のフジロックフェスティバルにも出演している。
2014年4月2日、日本先行で2作目のアルバム『ウィ・メイ・イェット・スタンド・ア・チャンス』を発表。

## メンバー
- マシュー・ホワイトハウス (Matthew Whitehouse) - ギター、ボーカル
- ジョセフ・コンドラス (Joseph Kondras) - ドラム
- ライアン・ウォレス (Ryan Wallace) - ギター
- クリス・ディーキン (Chris Deakin) - ベース

## ディスコグラフィ

### スタジオ・アルバム
- 『ファンタイムス』 - Funtimes (2012年、Nusic Sounds LLP)
- 『ウィ・メイ・イェット・スタンド・ア・チャンス』 - We May Yet Stand A Chance (2014年、Nusic Sounds)

### EP
- Rip It Up (2010年、Fierce Panda)

### シングル
- "Liar, My Dear" (2010年)
- "I Didn't Think It Would Hurt To Think Of You" (2010年)
- "Jealous, Don't You Know" (2011年)
- "Delay, Delay" (2012年)
- "Polly" (2012年)
- "Hand On Heart" (2013年)
- "What Are You Doing, Fool?" (2013年) ※with エドウィン・コリンズ
- "¡No Pasarán!" (2013年)
- "Hey, Hey Lover" (2014年)
- "Absolved" (2014年)